# Rede Brasil Norte
Rede Brasil Norte é uma emissora de televisão brasileira sediada em Porto Velho, capital do estado de Rondônia. Opera no canal 6 (28 UHF digital) e é afiliada à Rede Mundial.

## História
O Grupo Simões venceu, em 1988, uma licitação para operar o canal 6 VHF de Porto Velho, Rondônia. Ela ganhou a denominação de RBN Porto Velho, em alusão a Rede Brasil Norte, emissora do grupo em Manaus, Amazonas. 
A emissora entrou no ar no início da década de 1990 como afiliada da Rede Manchete e era gerenciada pelo Sistema Imagem de Comunicação, que em 1991, inaugurou seu próprio canal de televisão, a TV Candelária (hoje SIC TV), e depois passou a ser controlada pelos donos de fato.
Em 15 de março de 1993, a rede é comprada pelo Samuel Câmara e transforma a rede de comunicação Rede Boas Novas, trocando "Brasil Norte" por "Boas Novas" e mantém o mesmo logo da emissora que é o Alfa e Ômega (ΑΩ). No entanto, a venda da emissora foi alvo de polêmica e de denúncias da imprensa da época. E, ao tomar conhecimento da situação, o Ministério das Comunicações ameaçou cassar a concessão, por não concordar com a mudança de nome fantasia e razão social em tão pouco tempo, além de proibir que a emissora mudasse de modalidade comercial para educativa (no caso, religiosa), além de ser pendente nas dívidas trabalhistas, pois nos anos 80 e 90 era comum os atrasos de salários, nos quais tanto o Grupo Simões quanto a Família Hauache não queriam assumir essas dívidas. Por estes motivos, a emissora rondoniense não foi adquirida, e acabou por ser arrendada.
Na tentativa de acalmar seus críticos, Samuel Câmara anunciou que manterá afiliação com a Manchete e que os programas religiosos evangélicos da Assembleia de Deus serão ocupados aos poucos, ao implantar uma série de programas evangélicos na madrugadas, para cobrir 24 horas no ar (a Manchete não exibia programação de madrugada). Porém ao estender em outros horários, inicialmente causou estranheza e inúmeras reclamações por telefone pela população amazonense e rondoniense, com os cortes repentinos na programação da Rede Manchete para veiculação de conteúdo evangélico, além da perda de anunciantes.
Em 1997, quando Samuel Câmara pagou todas as prestações da venda de RBN e passou a ser detentor de fato da emissora, passou a negociar um contrato de afiliação com a Central Nacional de Televisão (CNT) e deixar a Manchete (que estava perdendo em audiência e afiliadas por conta de sua crise derradeira), que em 1ª de janeiro de 1998, que trocou a Manchete pela CNT, afiliação que durou até 2000, quando se tornou uma emissora independente e 100% evangélica.
A nova rede amplia a cobertura no final dos anos 1990 e início de 2000 para parte do Amazonas e de Rondônia, posteriormente para capitais de estados no Brasil. Em 2006, a Boas Novas Amazonas troca suas dependências físicas do bairro de Santo Antônio, prédio no qual a antecessora TV Ajuricaba havia sido fundada nos anos 1960, para um complexo que reúne igreja evangélica, faculdade de teologia, rádio e torre de transmissão no bairro de Petrópolis.
Em 2003, o Grupo Simões voltou a controlar o Canal 6, com o antigo nome Rede Brasil Norte e passou a retransmitir a TV Diário, enquanto no recém-inaugurado Canal 49, passou a retransmitir a Rede Boas Novas. A volta da Rede Brasil Norte no Canal 6 e a retransmissão da Rede Boas Novas no Canal 49, nunca foi esclarecida, porém foi incluída como afiliada à TV Diário.
Em 2005, o Canal 6 da RBN deixou de retransmitir a TV Diário e passou a retransmitir a Rede Boas Novas, enquanto no Canal 49, continuava a retransmitir a mesma rede. A partir de então, cria-se a disputa entre o Grupo Simões e a Fundação Evangélica Boas Novas sobre o Canal 6, já que ela passou a operar simultaneamente dois canais para retransmitir a mesma rede na cidade (os canais 6 VHF e 49 UHF), o que não é permitido pela legislação brasileira. O Grupo Simões e a imprensa local fizeram denúncias e o Ministério Público-RO entrou no caso para investigar razão da Fundação Evangélica Boas Novas de possuir e operar simultaneamente dois canais para retransmitir a mesma rede, denúncia na qual chegou na Anatel.

### 2007: Retorno da RBN
Em agosto de 2007, depois de dois anos de disputa, a Rede Brasil Norte de Televisão retorna e volta a retransmitir a TV Diário no mesmo canal 6. Ao mesmo tempo, a Rede Boas Novas passou a se chamar apenas Boas Novas e transmitir somente no Canal 49.
O motivo da volta da RBN e a mudança de nome da Rede Boas Novas para Boas Novas se deu por conta de denúncias da imprensa local, do antigo proprietário Grupo Simões e do Ministério Público Estadual, de que a Fundação Evangélica Boas Novas (detentora da rede), possuía e operava simultaneamente dois canais para retransmitir a mesma rede na cidade desde 2003 (os canais 6 VHF e 49 UHF).
As denúncias levaram a Anatel anular a aquisição do antigo canal pela Fundação feita em 1993, além da rede se adequar à decisão judicial que obrigou a devolver a concessão do Canal 6 para o antigo proprietário (Grupo Simões), retirando a palavra Rede (antes da denominação Boas Novas), a sigla RBN e o logotipo do Alfa e Ômega (ΑΩ), marcas registradas pelo antigo proprietário da emissora. O Canal 6 passou então aos antigos donos, que retomaram o nome anterior e se afiliaram imediatamente à TV Diário, enquanto a Boas Novas ficou somente com o Canal 49.

### 2007 a 2011: TV Diário e NGT
Após o retorno da RBN e a troca de rede, o Canal 6 começou ter a audiência com a Diário (ao contrário do que ocorria com a antiga Rede Boas Novas, que chegava a beirar zero em audiência, o famoso "TV traço" ou "TV Oxigênio"), o que chamou a atenção dos anunciantes, gerando uma elevação nos índices de faturamento da emissora. A nova rede transmitida pela RBN passou a então disputar audiência, como ocorria em diversas cidades brasileiras, chegando a liderar em várias oportunidades.
Em 25 de fevereiro de 2009, a Diário deixou de transmitir a programação às afiliadas e em parabólicas, que segundo sites, foi resultante das pressões da Rede Globo ao Grupo Edson Queiroz (que tem afiliada da TV Globo no Ceará, a TV Verdes Mares e a TV Diário), depois que a Diário adquiriu popularidade no Norte, Nordeste, Centro-Oeste, em São Paulo e no Rio de Janeiro, onde moram grandes comunidades nordestinas e descendentes dos não-nordestinos no Norte e no Centro-Oeste.
A RBN passou então a transmitir provisoriamente a Nova Geração de Televisão, mais conhecida como NGT, que posteriormente foi definitivo.

### Desde 2011: Redes 21 e Mundial
Depois de mais de dois anos de afiliação, a RBN passou ser afiliada à Rede 21, na qual possuía programas da Rede Mundial. Porém, em 9 de novembro de 2013 a parceria Mundial e 21 é desfeita devido a oferta maior por parte da Igreja Universal do Reino de Deus passando a exibir a programação da TV Universal, composta de produções da Igreja Universal do Reino de Deus (IURD). Em setembro de 2015, a emissora deixou de retransmitir a programação da Rede 21 e passou a retransmitir a programação da Igreja Mundial do Poder de Deus (IMPD), a Rede Mundial. Atualmente a igreja gera cultos locais transmitidos pela emissora.